# أندي بروكبانك
أندي بروكبانك (بالإنجليزية: Andy Brockbank)‏ هو لاعب كرة قدم بريطاني في مركز الدفاع، ولد في 1961 في Millom ‏ في المملكة المتحدة. لعب مع نادي بارو ونادي بلاكبول ونادي بلاكتاون سيتي ونادي رانكورن هالتون ونادي كانبيرا سيتي.